# ZEO

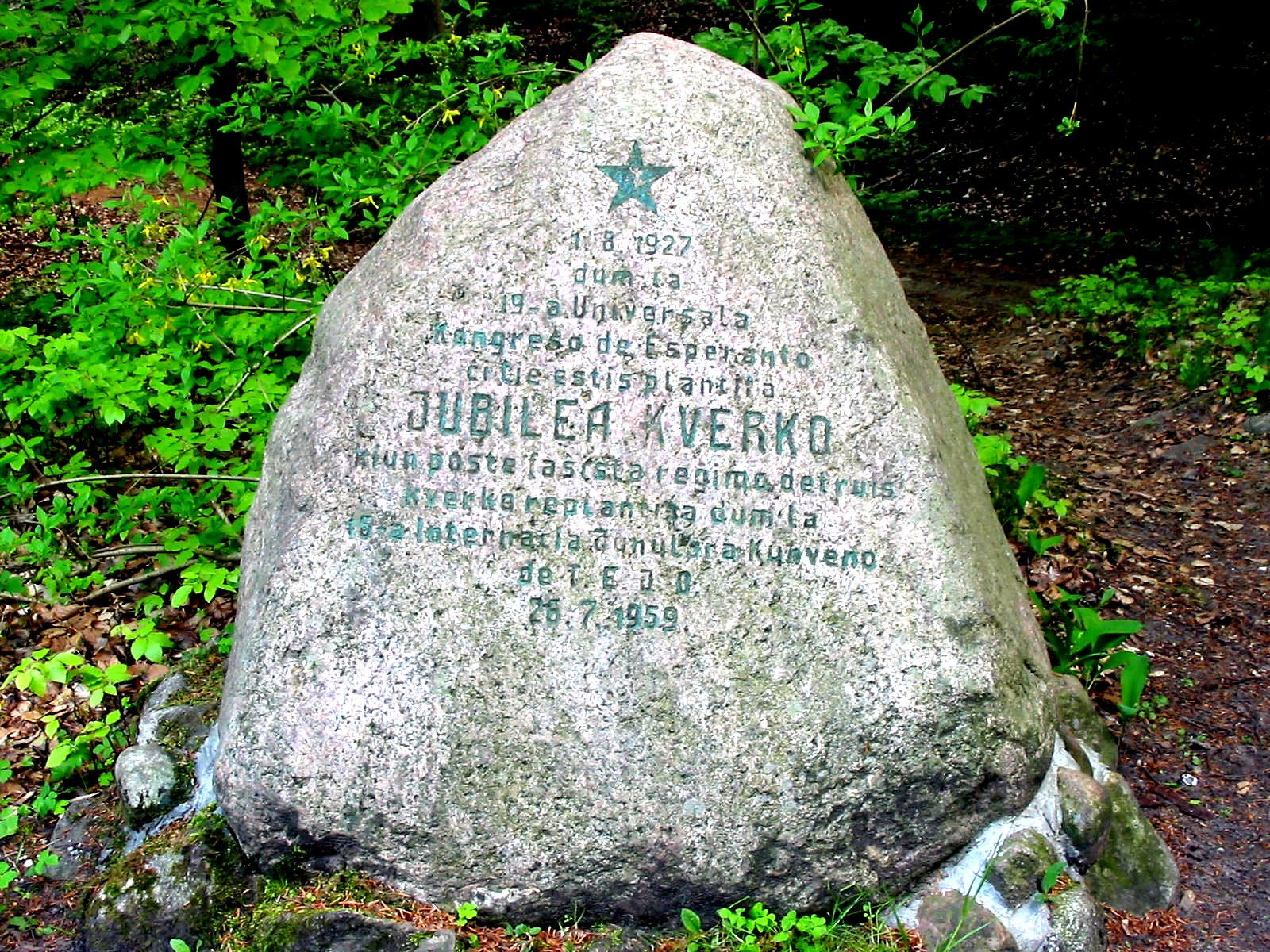
ZEO – pamiątka kongresu esperantystów w Sopocie

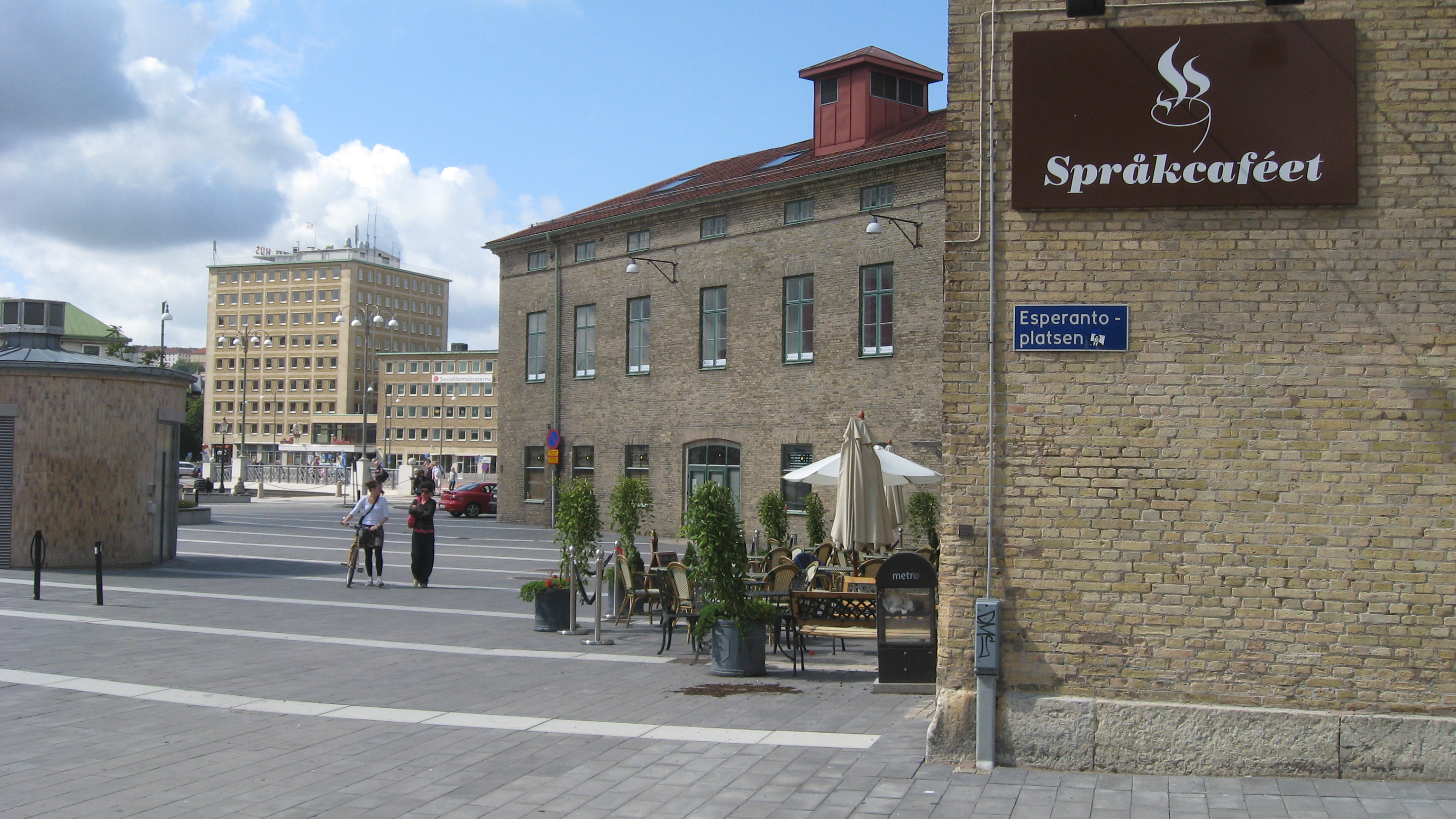
„Kawiarnia językowa” na Placu Esperanto w Göteborgu w Szwecji

ZEO (esp. Zamenhof/Esperanto-Objekto, liczba mnoga: ZEOj) – obiekt związany z esperantem lub Ludwikiem Zamenhofem. ZEO zazwyczaj jest ulicą lub pomnikiem.
Pierwszy raz ten skrót został użyty przez niemieckiego esperantystę Hugo Röllingera w książce Monumente pri Esperanto – ilustrita dokumentaro pri 1044 Zamenhof/Esperanto Objektoj en 54 landoj. (Pomnikowo o esperanto – ilustrowana dokumentacja o 1044 obiektach związanych z Zamenhofem lub esperanto w 54 krajach) wydanej w 1997.
Do 2001 Röllinger zebrał listę 1260 takich obiektów na świecie. Najwięcej ZEOj znajduje się w Brazylii, w Polsce jest ich ponad 100.

## Rekordowe ZEOj
- najstarsze – hiszpański statek „Esperanto” wodowany w 1896[potrzebny przypis]
- najwyższe – 12-metrowy pomnik na cześć Ludwika Zamenhofa w Sabadell w Hiszpanii[potrzebny przypis]
- najdłuższe – 4-kilometrowa ulica Esperanto w São Sebastião do Caí w Brazylii[potrzebny przypis]
- najdalsze – asteroidy Esperanto i Zamenhof[potrzebny przypis]

## ZEOj w Polsce
Ulica Zamenhofa: Białystok, Gdańsk, Gdynia, Sopot, Katowice, Kielce, Koszalin, Kraków, Lublin, Łódź, Nowy Sącz, Ostrów Wielkopolski, Poznań, Rzeszów, Tarnów, Warszawa, Zamość
Plac Zamenhofa: Szczecin, Wałbrzych, Wrocław
Skwer Zamenhofa: Bydgoszcz, Elbląg
Ulica Esperanto: Warszawa
Skwer Esperanto: Malbork
Ulica Esperantystów: Białystok, Gliwice, Lubań, Świdnica, Tarnów
Pomniki:
- Białystok - Pomnik Ludwika Zamenhofa,
- Białystok - Pomnik młodego Ludwika Zamenhofa odsłonięty 14 kwietnia 2019 r.
- Warszawa - popiersie Ludwika Zamenhofa

Murale: 
- Białystok - z 2008 roku przy ul. L. Zamenhofa 26[1],
- Białystok - z 2018 roku przy ul. W. Broniewskiego 23 „Liberecon por la Mondo” - „Wolność dla świata”[2],
- Warszawa - z 2011 roku, odnowiony w 2016 roku na Muranowie w bramie kamienicy przy ul. Nowolipki 4[3], zwandalizowany na początku 2023 roku przez nieznanego sprawcę[potrzebny przypis].

Znaczki pocztowe:
- wydany w roku 1959 przez Pocztę Polską „Międzynarodowy Kongres Esperantystów”[4]
- wydany w roku 1987 przez Pocztę Polską „100 rocznica utworzenia języka esperanto”[5]

Kartki pocztowe z wydrukowanym znakiem opłaty pocztowej:
- wydana przez Pocztę Polską w roku 1961 „75-lecie języka esperanto”[6]
- wydana przez Pocztę Polską w roku 1966 „20-lecie ruchu esperanckiego w Polsce”[7]
- wydana przez Pocztę Polską w roku 2009 „150 rocznica urodzin Ludwika Zamenhofa twórcy esperanto”[8]
- wydana przez Pocztę Polską 12.04.2017 r. Cp 1771 „Ludwik Zamenhof-twórca języka esperanto” z okazji Roku Zamenhofa i 100 rocznicy śmierci. Na kartce wydrukowany jest znaczek z przewieszką przedstawiający zdjęcie Ludwika Zamenhofa i stylizowany tytuł kartki w języku polskim i esperanto. W części ilustracyjnej kartki przedstawiono okładkę pierwszego podręcznika do nauki języka esperanto z 1887 r[9].

Duszniki-Zdrój:
- pomnik upamiętniający Ludwika Zamenhofa przy ul. Zdrojowej[10]

Sopot:
- dąb i głaz esperantystów[11]

Szczawno-Zdrój:
- tablica upamiętniająca pobyt Ludwika Zamenhofa w 1902 r. w Parku Szwedzkim[12]

Warszawa:
- grób Ludwika Zamenhofa na cmentarzu żydowskim przy ul. Okopowej w Warszawie (kwatera 10, rząd 2)[13]
- tablica upamiętniająca Ludwika Zamenhofa przy ul. L. Zamenhofa 5 w Warszawie
- ul. Esperanto
- ul. Ludwika Zamenhofa